# Chapayev (tiểu thuyết)
Chapayev (tiếng Nga: Чапаев) là một cuốn tiểu thuyết của nhà văn Dmitry Furmanov, kể về cuộc đời và cái chết của Sư trưởng Hồng quân Vasily Ivanovich Chapayev - một trong những người hùng của cuộc Nội chiến Nga.

## Nhân vật
- Vasily Ivanovich Chapayev
- Fyodor Klychkov
- Pyotr Isayev

## Chuyển thể
- Chapayev (phim, 1934)